# معاهدة أدرنة (1568)

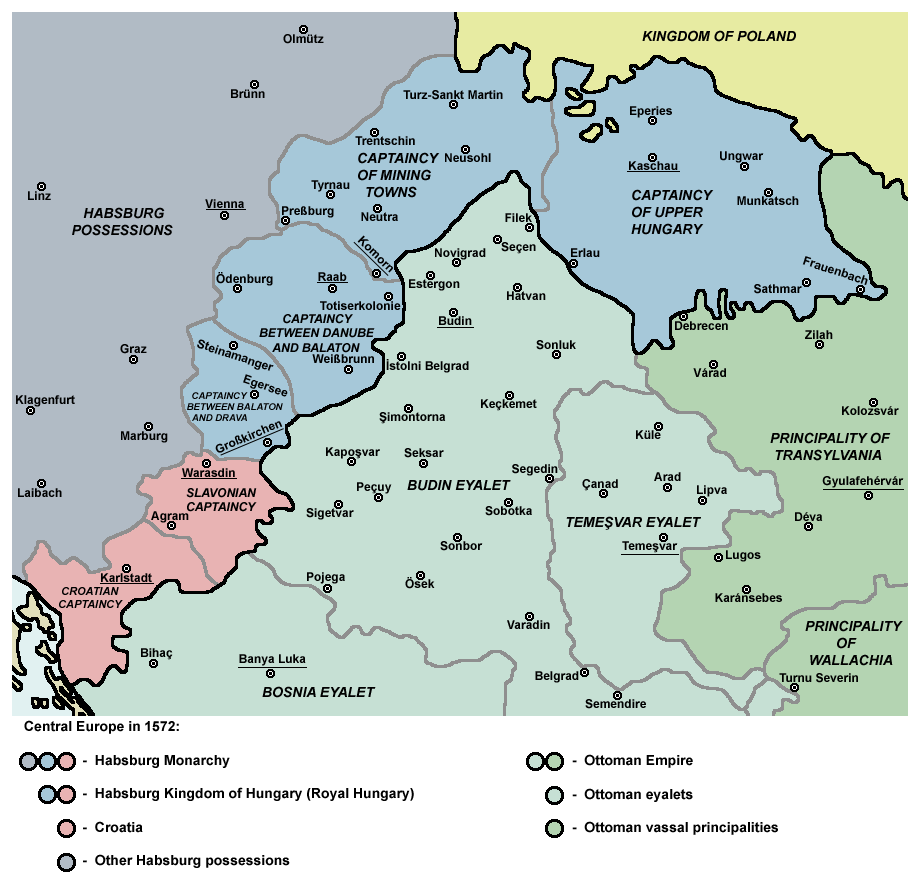

معاهدة أدرنة هي مُعاهدة وُقعت في 21 فبراير 1568 بين سليم الثاني وماكسيمليان الثاني، وأنهت الحرب العُثمانية النمساوية (1566 - 1568) بعد حصار سيكتوار. جلبت مُعاهدة أدرنة خمساً وعشرين عاماً من السلام النسبي بين الدولة العثمانية والإمبراطورية الرومانية المقدسة.
أرسل ماكسيميليان سفيريْن إلى إسلام بول في 26 أغسطس 1567. بدأ السفيران مُفاوضات جادّة مع الصدر الأعظم صُقللي محمد باشا بعد أن استقبلهما السلطان سليم الثاني. وبعد خمسة أشهر من التفاوض توصّل الطرفان إلى اتفاق في 17 فبراير 1568، ووُقعت مُعاهدة أدرنة في 21 فبراير 1568 مُنهيةً الحرب بين الإمبراطوريتين. تضمنت المُعاهدة موافقة الإمبراطور ماكسيميليان على دفع مبلغ سنوي يبلغ ثلاثين ألف دوقت، وأعطت العُثمانيين السيطرة على كُل من البغدان والأفلاق.